# Ekotyp

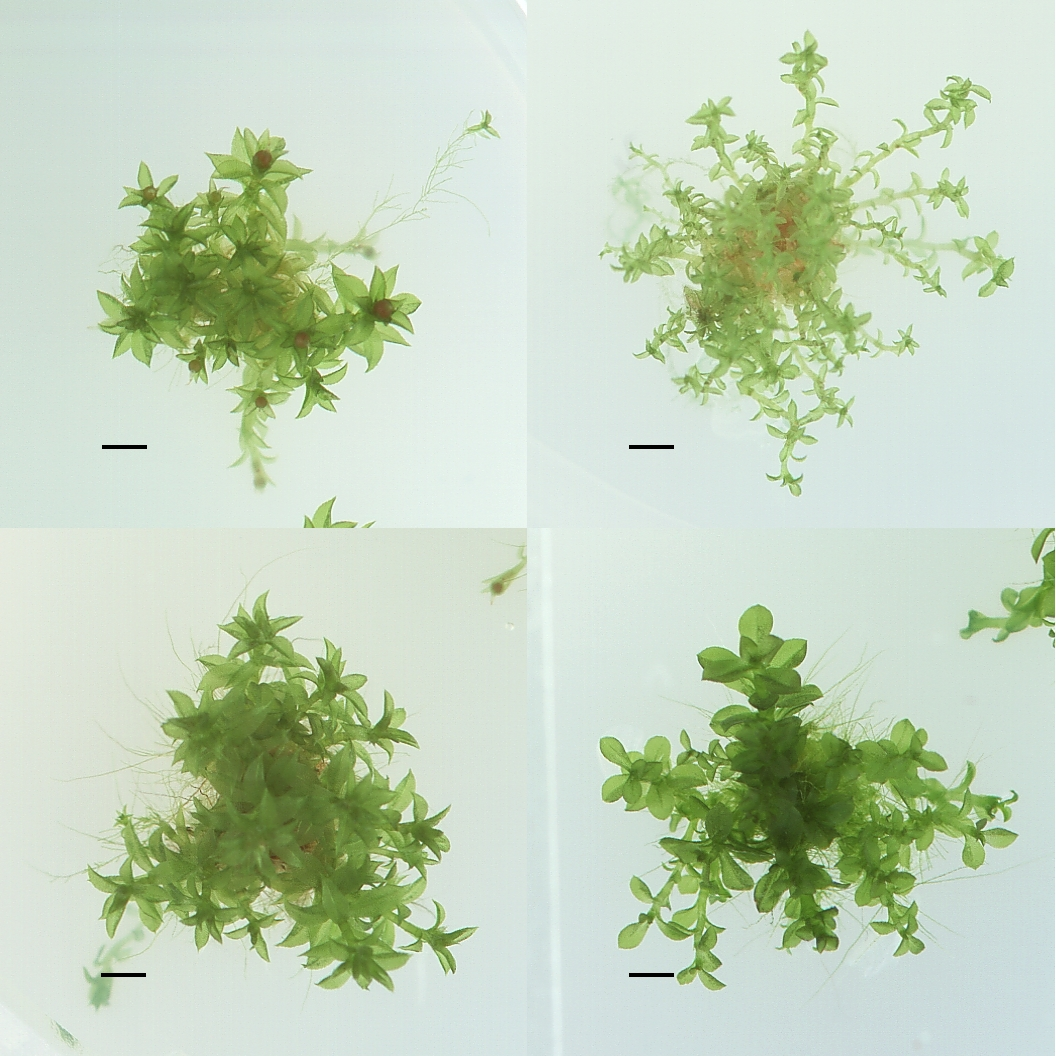
Fyra olika ekotyper av muddermossa.

Ekotyp är en ärftligt specialiserad variant (inom en art), anpassad till en viss miljö men inte avskild från andra ekotyper genom någon sterilitetsbarriär. Bildandet av ekotyper är en form av mikroevolution.
Havsstrandsformer av växtarterna kvickrot och baldersbrå är exempel på ekotyper. De flesta vittspridda arter är mer eller mindre tydligt anpassade till bl.a. ortens klimat, vilket kan sägas vara en mer otydligt avgränsad ekotypbildning.
Begreppet infördes på 1920-talet av den svenske botanikern Göte Turesson.